# Asinio
Asinio lebte im 5. Jahrhundert. Er war der erste Bischof von Chur, der urkundlich erwähnt wird.

## Leben
Im Jahre 451 versammelte sich eine Synode von Bischöfen der Mailänder Kirchenprovinz unter der Leitung des Metropoliten Eusebius. Handschriftlich überliefert ist der Synodalbrief des Eusebius an Papst Leo den Großen mit den Unterschriften der Teilnehmer, wo auch der Name des Bischofs von Chur beiläufig auftaucht.
Die in Mailand versammelten Bischöfe erteilten ihre Zustimmung zu Papst Leos dogmatischem Brief Tomus ad Flavianum an den Erzbischof Flavian von Konstantinopel, in dem er sich gegen den Monophysitismus richtet. Leos Tomus ad Flavianum wurde fast zeitgleich auf dem vierten allgemeinen Konzil in Chalcedon (451) verlesen und durch die Konzilsteilnehmer gebilligt (“durch Leo hat Petrus gesprochen”). Er beeinflusste maßgeblich die dogmatische Entscheidung des Konzils.
Das Synodalschreiben des Eusebius von Mailand an Leo den Großen haben 19 Bischöfe (inklusive Eusebius) unterzeichnet. Der damalige Churer Bischof Asinio ist nicht darunter, obwohl das Bistum Chur zur Kirchenprovinz Mailand gehörte. Sein Nachbarbischof Abundantius von Como (auch Abundius genannt) unterzeichnete aber stellvertretend für ihn mit folgenden Worten:
“Ego, Abundantius episcopus ecclesiae Comensis, in omnia supra scripta consensi et pro me et pro absente sancto fratre meo Asinione episcopo ecclesiae Curiensis primae Raetiae subscripsi anathema dicens his, qui de incarnationis dominicae sacramento impia senserunt”

(“Ich, Abundantius, Bischof der Kirche von Como, habe allem oben Aufgezeichneten zugestimmt und für mich und [stellvertretend] für meinen abwesenden heiligen Bruder Asinio, Bischof der Kirche von Chur in der [Provinz] Raetia prima, unterschrieben und das Anathema über jene ausgesprochen, die frevelhaft über das Geheimnis der Menschwerdung des Herrn gedacht haben”).